# Cyclodomorphus celatus
Cyclodomorphus celatus är en ödleart som beskrevs av  Eddie L. Shea och MILLER 1995. Cyclodomorphus celatus ingår i släktet Cyclodomorphus och familjen skinkar. IUCN kategoriserar arten globalt som livskraftig. Inga underarter finns listade i Catalogue of Life.